# Serhij Kunicyn
Serhij Wołodymyrowycz Kunicyn, ukr. Сергій Володимирович Куніцин (ur. 27 lipca 1960 w Bekdaszu) – ukraiński polityk, przedsiębiorca i działacz sportowy, właściciel i prezes klubu piłkarskiego Tawrija Symferopol.

## Życiorys
Z wykształcenia inżynier budownictwa, w 1982 ukończył studia w dniepropetrowskim instytucie inżynieryjno-budowlanym (kształcił się w filii w Symferopolu). W 2003 uzyskał stopień kandydata nauk ekonomicznych. Pracował jako inżynier, a także w strukturze partii komunistycznej.
Od marca 1990 do kwietnia 1998 pełnił funkcję przewodniczącego rady miejskiej w Krasnoperekopsku. Jednocześnie w latach 1990–1994 sprawował mandat posła do Rady Najwyższej I kadencji. W drugiej połowie lat 90. zaangażował się w działalność polityczną w ramach Partii Ludowo-Demokratycznej.
Od kwietnia 1998 do lipca 2001 zajmował stanowisko przewodniczącego rady ministrów Autonomicznej Republiki Krymu. Od lipca 2001 do kwietnia 2002 pracował na stanowisku doradcy prezydenta Ukrainy. Od kwietnia 2002 do kwietnia 2005 ponownie był premierem ARK. Od marca 2006 do kwietnia 2010 kierował administracją miejską w Sewastopolu. W 2012 powrócił do parlamentu z ramienia partii UDAR. W lutym 2014 wyznaczony przez parlament na pełniącego obowiązki prezydenta Ukrainy Ołeksandr Turczynow powierzył Serhijowi Kunicynowi stanowisko stałego przedstawiciela głowy państwa w Republice Autonomicznej Krymu, zrezygnował z tej funkcji po kilku tygodniach. W grudniu 2014 z ramienia Bloku Petra Poroszenki objął mandat posła VIII kadencji.
Działacz klubu Tawrija Symferopol, został jego honorowym prezesem.

## Życie prywatne
Żonaty, ma syna i córkę.

## Odznaczenia
- Order Księcia Jarosława Mądrego IV klasy (2015)[5]
- Order Przyjaźni (Rosja, 2013)[6]